# Zen Keinosuke

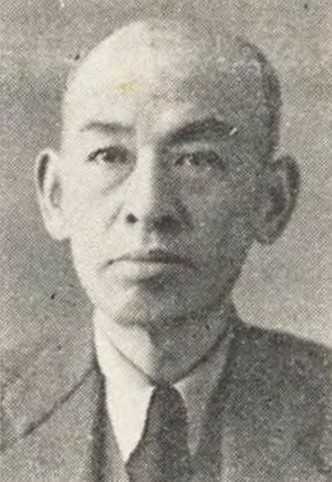
Zen Keinosuke, 1946

Zen Keinosuke (japanisch 膳 桂之助; geboren 21. Juli 1887 in Isesaki (Stadt), Gunma (Präfektur); gestorben 23. November 1951) war ein japanischer Politiker und Unternehmer.

## Leben und Wirken
Zen Keinosuke wurde als dritter Sohn des Apothekers Zen Asajirō (膳 浅次郎) in Isesaki in der Präfektur Gumma geboren. 1914 machte er seinen Studienabschluss an der Universität Tokio im Fach Rechtswissenschaften. Er trat in das Ministerium für Landwirtschaft und Handel ein und wurde Mitarbeiter des Handels- und Industriebüros. Er arbeitete als stellvertretender Berater der „Yawata Steel Works“ (八幡製鉄所), als Leiter der Arbeitsabteilung, als Leiter der Effizienzabteilung, als Leiter der Marktabteilung und als Leiter der Abteilung für Seidenproduktion des Landwirtschaftsbüros. 1934 wirkte er an der Gründung des Versicherungsunternehmens „Nihon Dantai Seimei Hoken“ (日本団体生命保険) mit und übernahm im folgenden Jahr die Leitung und schließlich den Vorsitz des Aufsichtsrats.
Nach dem Zweiten Weltkrieg wurde Zen 1946 Mitglied des Oberhauses und im 1. Kabinett Yoshida Staatsminister, Leiter des Hauptamts für wirtschaftliche Stabilität und Leiter der Preisbehörde. 1947 wurde er von den Besatzungsmächten wegen seiner Vorkriegstätigkeit von allen öffentlichen Ämtern ausgeschlossen. Nach Ende des Verbots übernahm er wieder die Leitung der industriellen Vereinigung „Nihon Kyōgyō Club“ (日本工業倶楽部). An dessen Entstehung hatte er bereits 1931 mitgewirkt und hatte damals im folgenden Jahr die Leitung übernommen.